# Beckerich
Beckerich (en luxembourgeois : Biekerech ), est une localité luxembourgeoise et le chef-lieu de la commune portant le même nom située dans le canton de Redange.

## Géographie
La commune est traversée d'ouest en est par la route nationale N24.
Jadis, elle comportait deux gares ferroviaires de la ligne de l'Attert, à voie normale : la gare de Hovelange et la gare de Noerdange, qui était aussi le terminus de la ligne de Noerdange à Martelange, à voie métrique. Cette dernière est aujourd'hui un musée des chemins de fer régionaux, le Musée Näerdener Gare.

### Communes limitrophes
- Dans le canton de Redange : Ell, Redange-sur-Attert, Saeul, Useldange
- Dans le canton de Capellen : Habscht
- En province de Luxembourg (Belgique) : Arlon, Attert

La commune est délimitée à l'ouest par la frontière belge qui la sépare de la province de Luxembourg.
| Ell        | Redange-sur-Attert | Useldange |
| Attert (B) | Beckerich          | Saeul     |
| Arlon (B)  | Habscht            |           |

### Sections de la commune
- Beckerich (siège)
- Elvange
- Hovelange
- Huttange
- Levelange
- Noerdange
- Oberpallen
- Schweich

## Politique et administration

### Liste des bourgmestres
| Période                                  | Période  | Identité       | Étiquette | Qualité |
| ---------------------------------------- | -------- | -------------- | --------- | ------- |
| 1844                                     |          | Orianne Jodoc  |           |         |
| 1990                                     | 2013     | Camille Gira   | Gréng     |         |
| 2013                                     | En cours | Thierry Lagoda | Gréng     |         |
| Les données manquantes sont à compléter. |          |                |           |         |

## Population et société

### Démographie
L'évolution du nombre d'habitants est connue à travers les recensements de la population effectués dans le pays depuis 1821. Les recensements décennaux de la population permettent de caler les chiffres sur la composition de la population par sexe, âge, nationalité et commune de résidence. Entre deux recensements, la population au 1er janvier de l’année {\displaystyle x} est évaluée en ajoutant à la population au 1er janvier de l’année {\displaystyle x-1} les soldes naturel (naissances {\displaystyle -} décès) et migratoire (arrivées {\displaystyle -} départs) de l'année. La même méthode est appliquée pour la répartition par âge au 1er janvier et les effectifs totaux par nationalité. Depuis le 1er septembre 2023, le Luxembourg dénombre 100 communes.
Au 1er janvier 2024, la commune comptait 2 874 habitants.
| 1821  | 1851  | 1871  | 1880  | 1890  | 1900  | 1910  | 1922  | 1930  |
| ----- | ----- | ----- | ----- | ----- | ----- | ----- | ----- | ----- |
| 1 532 | 1 996 | 2 115 | 2 070 | 2 139 | 2 039 | 1 908 | 1 856 | 1 803 |

| 1935  | 1947  | 1960  | 1970  | 1978  | 1979  | 1981  | 1983  | 1984  |
| ----- | ----- | ----- | ----- | ----- | ----- | ----- | ----- | ----- |
| 1 815 | 1 729 | 1 638 | 1 570 | 1 548 | 1 515 | 1 492 | 1 490 | 1 500 |

| 1985  | 1986  | 1987  | 1988  | 1989  | 1990  | 1991  | 1992  | 1993  |
| ----- | ----- | ----- | ----- | ----- | ----- | ----- | ----- | ----- |
| 1 500 | 1 520 | 1 540 | 1 585 | 1 619 | 1 618 | 1 647 | 1 686 | 1 705 |

| 1994  | 1995  | 1996  | 1997  | 1998  | 1999  | 2000  | 2001  | 2002  |
| ----- | ----- | ----- | ----- | ----- | ----- | ----- | ----- | ----- |
| 1 768 | 1 820 | 1 840 | 1 850 | 1 878 | 1 925 | 2 001 | 2 071 | 2 104 |

| 2003  | 2004  | 2005  | 2006  | 2007  | 2008  | 2009  | 2010  | 2011  |
| ----- | ----- | ----- | ----- | ----- | ----- | ----- | ----- | ----- |
| 2 104 | 2 146 | 2 140 | 2 171 | 2 209 | 2 229 | 2 255 | 2 284 | 2 293 |

| 2012  | 2013  | 2014  | 2015  | 2016  | 2017  | 2018  | 2019  | 2020  |
| ----- | ----- | ----- | ----- | ----- | ----- | ----- | ----- | ----- |
| 2 336 | 2 383 | 2 405 | 2 408 | 2 437 | 2 489 | 2 518 | 2 619 | 2 708 |

| 2021  | 2022  | 2023  | 2024  | - | - | - | - | - |
| ----- | ----- | ----- | ----- | - | - | - | - | - |
| 2 784 | 2 812 | 2 866 | 2 874 | - | - | - | - | - |

Pour des raisons techniques, il est temporairement impossible d'afficher le graphique qui aurait dû être présenté ici.